# 马丁娜·施勒特尔
马丁娜·施勒特尔（德語：Martina Schröter，1960年11月16日—），德国女子赛艇运动员。她曾代表东德参加1980年和1988年夏季奥林匹克运动会赛艇比赛，获得一枚金牌和一枚铜牌。